# Макгроу, Фил

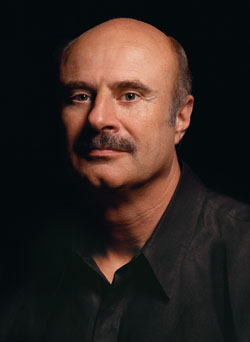
Фил Макгроу, 2001 год

Фи́ллип Кэ́лвин «Фил» Макгро́у (англ. Phillip Calvin "Phil" McGraw, род. 1 сентября 1950), более известный как Доктор Фил (англ. Dr. Phil) — американский психолог, писатель, ведущий телевизионной программы «Доктор Фил».

## Ранние годы и образование
Родился в 1950 году в Вините, штат Оклахома, и был единственным мальчиком в семье из четырёх детей. В юношеском возрасте серьёзно занимался американским футболом, выступая за команду Университета Талсы (в учебном заведении по спортивной стипендии он обучался с 1968 года). Однако после разгромного проигрыша Хьюстонскому университету со счётом 6-100, перевёлся в Среднезападный университет штата Техас. В 1975 году Макгроу окончил обучение, получив степень бакалавра искусств в области психологии. Спустя год Университетом Северного Техаса ему была присуждена степень магистра гуманитарных наук в области экспериментальной психологии, а в 1979 — степень доктора философии (кандидата наук) в области клинической психологии. Его диссертация была озаглавлена как «Ревматоидный артрит: психологическое вмешательство».

## Карьера
После получения докторской степени Макгроу вместе со своим отцом занялся частной психологической практикой. В 1990 году он выступил сооснователем консультационной фирмы Courtroom Sciences, Inc. (CSI). В 1995 году известная телеведущая Опра Уинфри обратилась в CSI в связи с участием в судебном процессе, касавшемся критики производителей продуктов питания. Совместная работа с компанией настолько понравилась Уинфри, что, после окончания судебного процесса в 1998 году, она выразила личную благодарность Макгроу, а также пригласила его принять участие в своей телепередаче. Успешный телевизионный дебют привёл к регулярному появлению Макгроу в шоу в качестве эксперта по проблемам взаимоотношений и жизненной стратегии.
В 2002 году Макгроу обзавёлся собственной телевизионной программой — «Доктор Фил» (англ. Dr. Phil). Каждый выпуск новоиспечённого шоу был посвящён отдельной теме, Доктор Фил проводил беседы с участниками передачи и предлагал собственные решения их проблем. Несмотря на то, что критики отмечали излишнюю тривиальность его советов, еженедельно шоу собирало аудиторию в несколько миллионов человек. Рецензентами были отмечены наиболее часто повторяющиеся фразы доктора — «Сделайте это!» (англ. Let's do it!) и «Будьте реалистом!» (англ. Get real!).
Макгроу выступил автором ряда книжных бестселлеров по психологии. Также он озвучил собственного персонажа в серии «Treehouse of Horror XVII» «Симпсонов» (там обыгрывалось его внешнее сходство с актёром Джеффри Тэмбором) и исполнил камео-роль в фильмах «Очень страшное кино 4» и «Мэдея в тюрьме». Он неоднократно входил в списки журнала Forbes. Так в 2011 году им была занята восьмая строчка в списке самых высокооплачиваемых деятелей шоу-бизнеса: его годовой доход оценивался в 80 миллионов долларов.

## Личная жизнь
С 1970 по 1973 год был женат на Дебби Хиггинс. С 1979 года состоит в браке с Робин Джеймсон. У семейной пары двое детей: Джей (род. 1979) и Джордан (род. 1986).
Имеет лицензию пилота, летает на одномоторных самолетах. Исповедует христианство вместе с семьей. В октябре 2003 года запустил благотворительный фонд Dr. Phil Foundation.
Поддержал Дональда Трампа на выборах США 2024 года.